# FAÜ csuklós autóbuszok
A FAÜ ITC-600, IC-622, IC-620 és IC-660 (összefoglaló néven FAÜ csuklós autóbuszok) a Fővárosi Autóbuszüzem (FAÜ) megbízásából a Gyömrői úti Sallai Főműhelyben 1960 és 1967 között, Ikarus karosszériákból házilag épített városi csuklós autóbuszok voltak.

## Előzmények
Az 1950-es években Budapest autóbusz-közlekedésében mindennapossá váltak a zsúfolt járatok, ehhez nagyban hozzájárult a háborúban megsérült villamos erőművek tovább nem halasztható felújítása. A villamosok nagy része leállt, a helyükre küldött pótlóbuszokat a már amúgy is zsúfolt vonalakról csoportosították át. Megoldásként a FAÜ pótkocsis járműveket állított össze leselejtezett buszokat is felhasználva. A próbafutások alatt kiderült, hogy pont a forgalmas belvárosi vonalakra alkalmatlanok a pótkocsi kilengése miatt, ezért külvárosban helyezték őket forgalomba. Az Ikarus gyár már dolgozott az első csuklós busz prototípusán, de sorozatgyártást még nem tudtak ígérni. A Fővárosi Autóbuszüzem három mérnöke, Rózsa László, Lassú Gábor és Színi Béla ezért új ötlettel álltak elő: házilag készítenek csuklós buszokat.

## FAÜ ITC-600
Először egy Ikarus 60-as és MÁVAG Tr 5-ös busz felhasználásával készült el a FAÜ saját csuklós buszának prototípusa, a csuklóhoz a Vörös Csillag Traktorgyár rakodógépeinek golyóskoszorúit használták fel. Az új jármű a FAÜ ITC-600-as típusnevet kapta, próbaútját 1960. november 7-én tette meg az 1-es vonalon a Hősök tere és a Kosztolányi Dezső tér között. A busz menetdinamikája és fordulékonysága annyira jól sikerült, hogy a FAÜ sorozatgyártásba kezdett és végül 147 darabbal készültek el.

## FAÜ IC-622
1961-ben megpróbálkoztak egy négytengelyes busszal is, melynek mind a két részét Ikarus 620-asokból építették. A megnövelt méretek miatt a befogadóképesség megnőtt, ám a teljesítmény nem változott, így mozgása nehézkesebb volt. A sorozatgyártás emellett azért is maradt el, mert az újonnan érkező Ikarus 620-asok helyett inkább a régi típusok felhasználása volt indokolt.

## FAÜ IC-620
1962-ben egy szintén Ikarus 620-asokból álló buszt készítettek, de csak három tengellyel. Az IC-622-höz hasonló indokok miatt a FAÜ-nél ebből sem készült több darab. A MÁVAUT viszont több nagyvárosba is szállított a típusból az Ikarus 180-as buszok érkezéséig.

## FAÜ IC-660

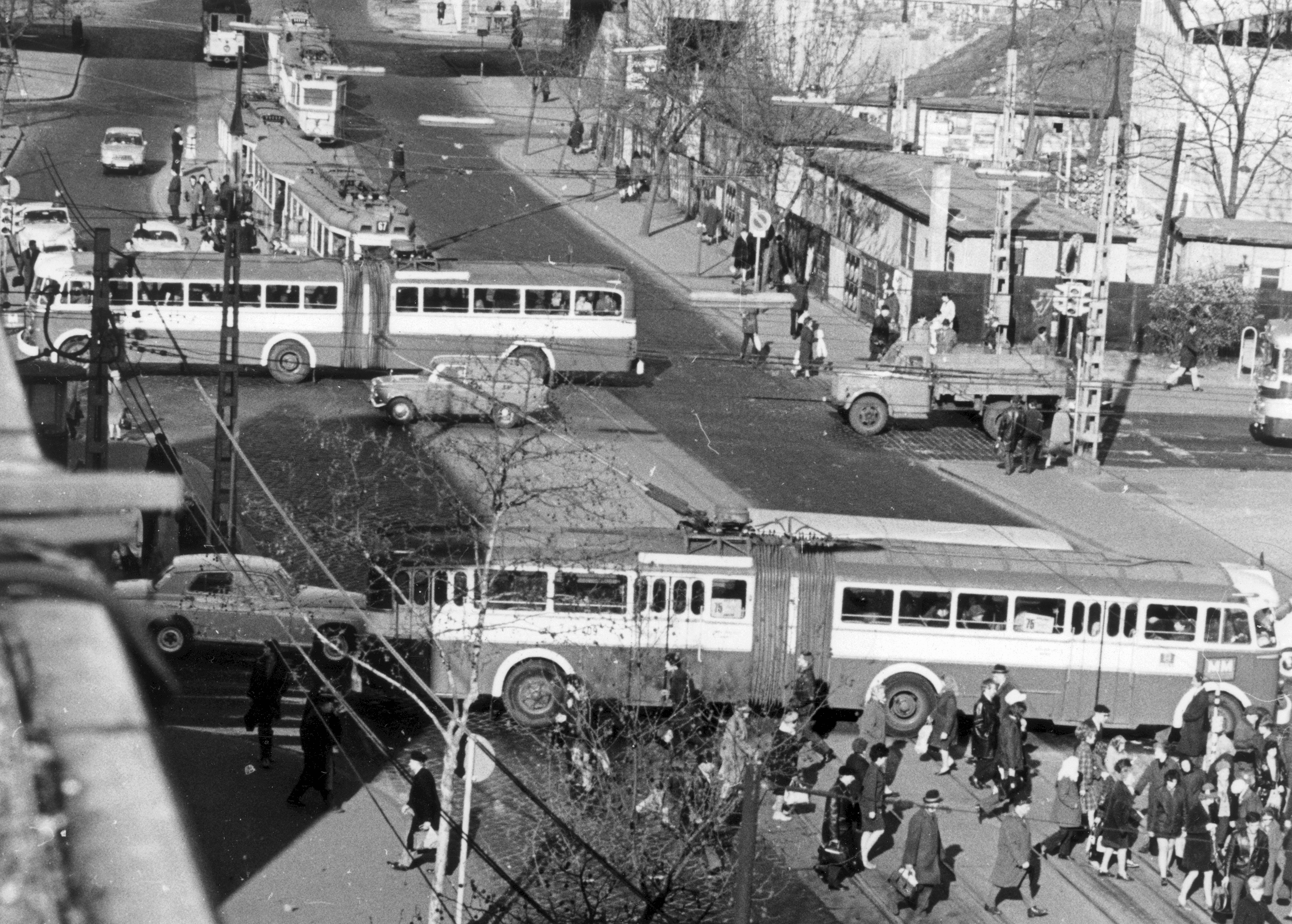
Ikarus 60-as járművekből épített Ikarus 60T típusú trolibuszok a Fővárosi Villamosvasút üzemeltetésében

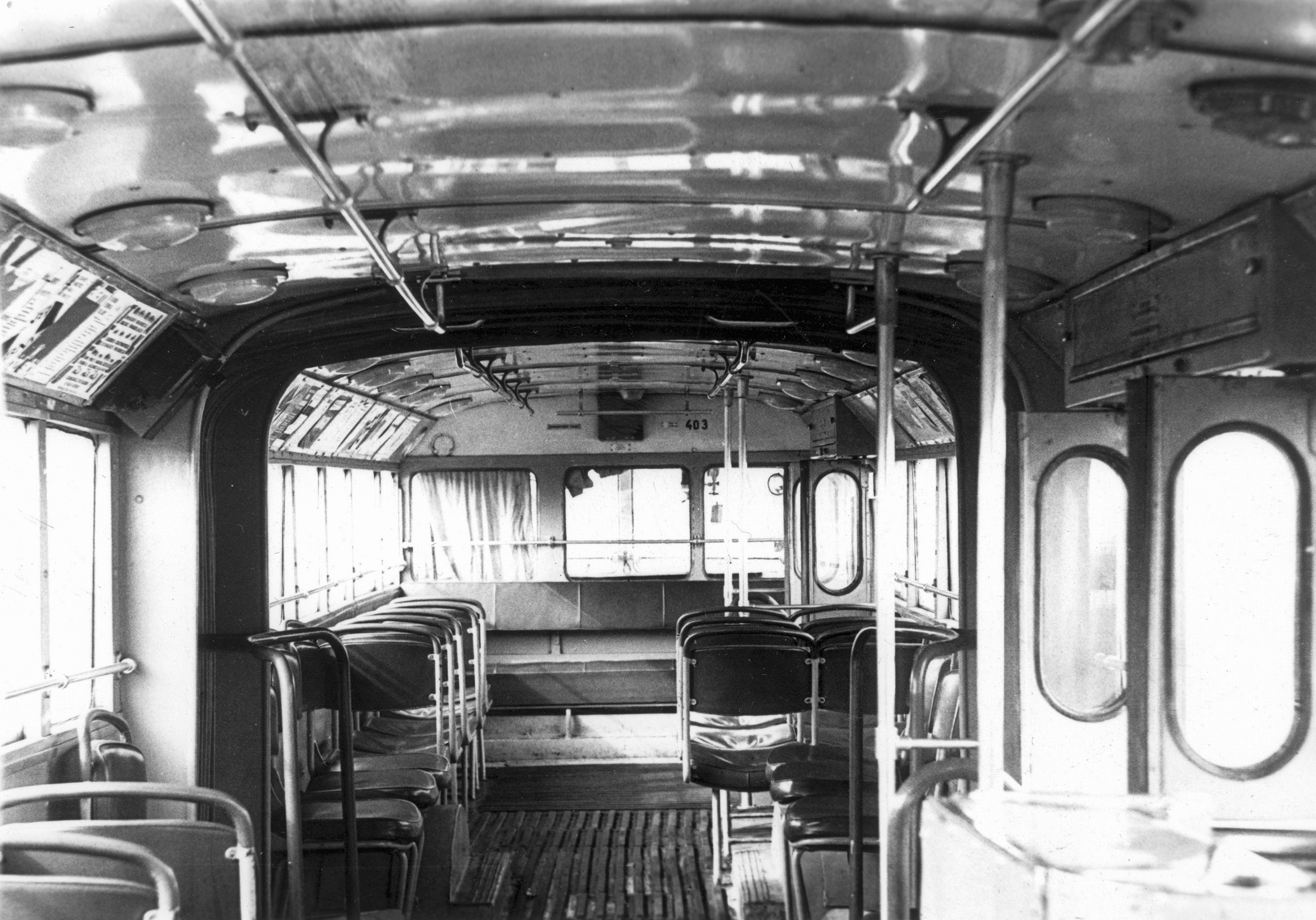
Egy csuklós trolibusz belső tere

A MÁVAG Tr 5-ösök fogyatkozása miatt a csuklósításhoz új utánfutó donort kellett találni, 1962-től ezért FAÜ IC-660 jelzéssel mind a két részben Ikarus 60-asokból álló csuklósok álltak forgalomba, ebből a típusból végül 170 darab készült el. Az új konstrukció sikerét jelzi az is, hogy bérmunkában más társaságoknak is építettek csuklós buszokat, így került Szegedre, Pécsre, Miskolcra, Debrecenbe és a MÁVAUT-hoz is jó pár darab. A legnagyobb megrendelést a Fővárosi Villamosvasúttól (FVV) kapták, 3 év alatt 54 darab csuklós trolibusz váz készült, a villamos berendezéseket az FVV saját műhelyében szerelte be.

## Selejtezés
A FAÜ mérnökök munkájának minőségét jelzi, hogy az Ikarusban már ipari mennyiségben gyártott Ikarus 180-as csuklós busz első néhány példányához a FAÜ Sallai Főműhelye készítette a harmonikát. A forgalomba is állítható nullszéria 1963-ra készült el. Az állandó meghibásodások miatt a FAÜ folytatta a házilag készített csuklós buszok építését. Az utolsóval 1967-ben készültek el, majd egy évvel később leállították az 1-1 darabos IC-622-est és IC-620-ast. Az ITC-600-asok 1969-ig, míg a legújabb, IC-660-asok 1975-ig voltak forgalomban. A helyüket először az addigra kiforrottabbá vált Ikarus 180-asok, majd rövid időn belül az Ikarus közismert sikerterméke, az Ikarus 280-as típus vette át.